# Fer López
Fernando López González (Madrid, 24 maggio 2004) è un calciatore spagnolo, centrocampista del Wolverhampton.

## Carriera
È cresciuto nel settore giovanile del Celta Vigo ed ha iniziato la sua carriera calcistica con la squadra filiale del Gran Peña in quarta divisione nel 2022, venendo promosso nella squadra B verso fine anno.
Il 27 luglio 2024 ha firmato il rinnovo del contratto ed il 30 ottobre ha debuttato in prima squadra nell'incontro di Coppa del Re vinto 5-1 contro l'UD San Pedro ed il 3 dicembre ha realizzato una doppietta nel successo per 7-0 sul Salamanca UDS. Tre giorni dopo ha esordito in Primera División contro il Maiorca.

## Statistiche

### Presenze e reti nei club
Statistiche aggiornate al 14 febbraio 2025
| Stagione        | Squadra         | Campionato      | Campionato | Campionato | Coppe nazionali | Coppe nazionali | Coppe nazionali | Coppe continentali | Coppe continentali | Coppe continentali | Altre coppe | Altre coppe | Altre coppe | Totale | Totale | Totale |
| Stagione        | Squadra         | Comp            | Pres       | Reti       | Comp            | Pres            | Reti            | Comp               | Pres               | Reti               | Comp        | Pres        | Reti        | Pres   | Reti   |        |
| --------------- | --------------- | --------------- | ---------- | ---------- | --------------- | --------------- | --------------- | ------------------ | ------------------ | ------------------ | ----------- | ----------- | ----------- | ------ | ------ | ------ |
| 2022-gen. 2023  | Gran Peña       | SF              | 11         | 1          | -               | -               | -               | -                  | -                  | -                  | -           | -           | -           | 11     | 1      |        |
| gen.-giu. 2023  | Celta Vigo B    | PF              | 1          | 0          | -               | -               | -               | -                  | -                  | -                  | -           | -           | -           | 1      | 0      |        |
| 2023-2024       | Celta Vigo B    | PF              | 31+2       | 7+0        | -               | -               | -               | -                  | -                  | -                  | -           | -           | -           | 33     | 7      |        |
| 2024-2025       | Celta Vigo B    | PF              | 17         | 4          | -               | -               | -               | -                  | -                  | -                  | -           | -           | -           | 17     | 4      |        |
| Totale Celta B  | Totale Celta B  | Totale Celta B  | 51         | 11         |                 | -               | -               |                    | -                  | -                  |             | -           | -           | 51     | 11     |        |
| 2024-2025       | Celta Vigo      | PD              | 17         | 2          | CR              | 3               | 2               | -                  | -                  | -                  | -           | -           | -           | 20     | 4      |        |
| Totale carriera | Totale carriera | Totale carriera | 79         | 14         |                 | 3               | 2               |                    | -                  | -                  |             | -           | -           | 82     | 16     |        |